# کام ویور
بادامک ویور (انگلیسی: Cam Weaver؛ زادهٔ ۱۰ ژوئن ۱۹۸۳) یک بازیکن فوتبال اهل ایالات متحده آمریکا است.